# Tractat de Payne's Landing

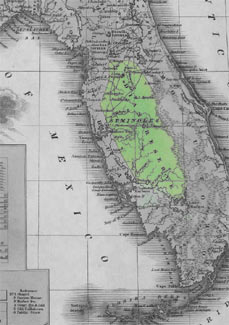
Mapa contemporani de la reserva assignada als seminoles pel tractat de Moultrie Creek

El Tractat de Payne's Landing (Tractat amb el seminoles, 1832) va ser un acord signat el 9 de maig de 1832 entre el govern dels Estats Units i diversos caps seminola a l'estat actual de Florida.

## Antecedents
Pel Tractat de Moultrie Creek de 1823, els seminoles havia renunciat a totes les reclamacions a la terra en el territori de Florida a canvi d'una reserva al centre de la península de Florida i alguns pagaments, subministraments i serveis que els proporcionaria el govern dels Estats Units, garantits durant vint anys. Després de l'elecció d'Andrew Jackson com a president dels Estats Units en 1828, el moviment per transferir tots els amerindis dels Estats Units a l'oest del riu Mississipi va créixer, i en 1830 el congrés dels Estats Units va aprovar l'Indian Removal Act.
Decidit a traslladar els seminoles l'oest, el Departament de Guerra dels Estats Units nomenà James Gadsden per negociar un nou tractat amb ells. A la primavera de 1832 els seminoles de la reserva van ser cridats a una reunió a Payne's Landing al riu Oklawaha. Les negociacions es van dur a terme en la foscor, si no en secret. No es van prendre notes, ni s'han publicat tots els comptes detallats de les negociacions. Això provocaria problemes més endavant.
El govern dels Estats Units volia traslladar els seminoles a la Reserva Creek en el que llavors era part del territori d'Arkansas (que més tard es va convertir en part del Territori Indi), per convertir-se en part de la Nació Creek, i retornar tots els esclaus fugitius als seus legítims propietaris. Cap d'aquestes demandes eren agradables als Seminoles. Havien sentit que el clima a la Reserva Creek era més dur que a la Florida. Els seminoles de Florida no es consideraven part dels creeks. Encara que molts dels grups de Florida procedien del que els blancs anomenaven tribus creek, no sentien cap connexió. Alguns dels grups a la Florida, com choctaws, yamasees i yuchis mai havia estat agrupats amb els creeks. Finalment, els esclaus fugitius, tot i que sovint eren mantinguts com a esclaus pels seminoles (en condicions molt més suaus que amb els blancs), eren bastant ben integrats a les bandes, sovint per matrimoni, i arribant a posicions d'influència i lideratge. (vegeu seminoles negres.)

## Continguts del tractat
El tractat negociat a Payne's Landing cridava als Seminoles a moure's a l'oest si es trobava la terra adequada. La delegació de set caps que van anar a inspeccionar la nova reserva no va deixar Florida fins a octubre de 1832. Després de recórrer la zona durant diversos mesos i de consultar amb els creeks que ja s'hi havien establert, els set caps signaren el 28 de març de 1833 a Fort Gibson (Oklahoma, aleshores Territori d'Arkansas) un comunicat dient que la nova terra era acceptable. Al seu retorn a Florida, però, la majoria dels caps van renunciar a la declaració, al·legant que no havien signat, o que s'havien vist obligats a signar-la, i en tot cas, que no tenen el poder de decidir per totes les tribus i bandes que residien a la reserva. Fins i tot alguns oficials de l'Exèrcit dels Estats Units van assenyalar que als caps "els havien entabanat i assetjat per signar." A més, "hi havia evidència d'engany dels blancs en la forma en que el tractat està redactat."
A diversos pobles se'ls havia permès romandre en l'àrea del riu Apalachicola després de 1823, quan la resta dels seminoles s'havia vist obligat a marxar a la nova reserva. Gadsden va ser capaç de persuadir els caps d'aquests pobles de moure's, però, i marxaren a l'oest en 1834. Finalment el Senat dels Estats Units ratificà el Tractat de Payne's Landing l'abril de 1834.

## Rebuig a traslladar-se
El tractat havia donat als seminoles tres anys de termini per traslladar-se a l'oest del Mississipi. El govern va interpretar els tres anys a partir de 1832, i espera que els Seminoles es traslladessin en 1835. Fort King, en el que avui és Ocala es va tornar a obrir en 1834. En 1834 també fou nomenat un nou agent indi seminola, Wiley Thompson, i la tasca de persuadir els seminoles que es traslladessin va caure sobre ell. Va convocar tots els caps a Fort King l'octubre de 1834 per parlar amb ells sobre la marxa cap a l'oest. Els seminoles informaren Thompson que no tenien cap intenció de moure's, i que no se sentien obligats pel Tractat de Payne's Landing. Aleshores Thompson va demanar reforços de Fort King i Fort Brooke, informant que, "els indis després d'haver rebut l'anualitat, havien comprat una inusual quantitat gran de pólvora i plom." El general de brigada Duncan L. Clinch de l'Exèrcit dels Estats Units, comandant de Florida, també va advertir Washington que els seminoles no tenia intenció de moure's, i que caldria més tropes per obligar-los a marxar. En març de 1835 Thompson va cridar tots els caps per llegir-los una carta d'Andrew Jackson adreçada a ells. En la seva carta, va dir Jackson, "Si ... us negueu a marxar, llavors m'he dirigit a l'oficial al comandament de treure-us per la força." Els caps van demanar trenta dies per respondre. Un mes més tard, els caps seminoles van dir Thompson que ells no es traslladaven a l'oest. Thompson i els caps van començar a discutir, i el general Clinch va haver d'intervenir per evitar el vessament de sang. Finalment, vuit dels caps van acordar traslladar-se cap a l'oest, però va demanar que s'ajornés el trasllat fins al final de l'any, i Thompson i Clinch accediren.
Cinc dels caps més importants dels seminola, incloent Micanopy dels Seminoles d'Alachua, no havien acordat el trasllat. En represàlia, Thompson va declarar que aquests caps serien remoguts dels seus càrrecs. Com les relacions amb els seminoles es deterioraren, Thompson prohibí la venda d'armes i municions als seminoles. Osceola, un jove guerrer que començava a ser conegut pels blancs, estava particularment molest per la prohibició, sentint que equiparava els seminoles amb els esclaus i va dir: "L'home blanc no em farà negre. Deixaré l'home blanc roig de sang; i després el deixaré al sol i la pluja... i el falcó viurà en la seva carn." Tot i això, Thompson considerava Osceola un amic i li va donar un rifle. Més tard, però, quan Osceola estava causant problemes, Thompson el va tancar al Fort King una nit. L'endemà, amb la finalitat d'assegurar el seu alliberament, Osceola va acordar acatar el Tractat de Payne's Landing i portar-hi els seus seguidors.
La situació va empitjorar. L'agost de 1835 Private Kinsley Dalton (a qui deu el seu nom Dalton (Geòrgia)) va ser assassinat pels seminoles perquè era ell qui portava el correu des de Fort Brooke a Fort King. En novembre el cap Charley Emathla, que no volia saber res de guerres, va acceptar traslladar-se a l'oest i va vendre tot el seu bestiar. Aquest fet va ser considerat com a alta traïció pels altres seminoles. Osceola es va trobar amb Emathla al camí i el va matar. Començava la Segona Guerra Seminola.

## Signataris
| - James Gadsden - Holati Emartla, - Jumper, - Fuch-ta-lus-ta-Hadjo, - Charley Emartla, - Coa Hadjo, - Ar-pi-uck-i, o Sam Jones, - Ya-ha Hadjo, - Mico-Noha, - Tokose-Emartla, o Jno. Hicks. - Cat-sha-Tusta-nuck-i, - Hola-at-a-Mico, (aka Billy Bowlegs) - Hitch-it-i-Mico, - E-ne-hah, - Ya- ha- emartla Chup- - Moke-his-she-lar-ni, | Testimonis: - Douglas Vass, Secretary to Commissioner, - John Phagan, Agent, - Stephen Richards, Intèrpret, - Abraham, Intèrpret - Cudjo, Intèrpret - Erastus Rogers, - B. Joscan. |